# 沈民悅
沈民悅（1495年—？），字惟公，山西太原前衛人，軍籍，明朝政治人物。

## 生平
嘉靖元年（1522年）壬午科山西鄉試第二十名舉人。嘉靖十四年（1535年）中式乙未科會試第二百九十三名，登第三甲第一百二十六名進士。授山东高密县知县。

## 家族
曾祖沈旺；祖父沈清；父沈政，曾任義官。母張氏。